# Xangô

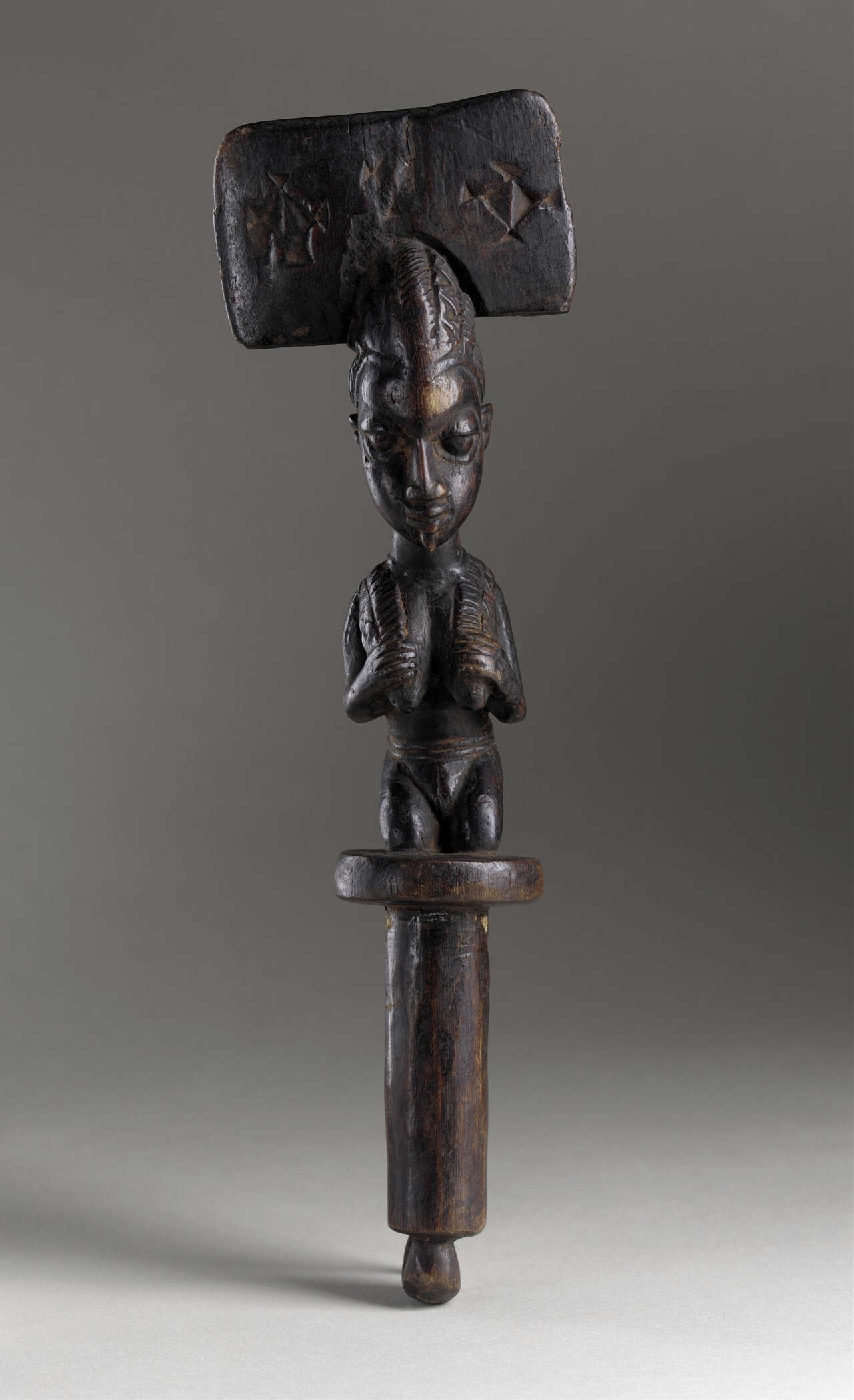
Vara de dança para devotos de Xangô, Nigéria.

Xangô (em iorubá: Ṣàngó) ou, na Bahia, Badé, é o orixá da justiça, dos raios, do trovão e do fogo. Foi rei na cidade de Oió, identificado no jogo do merindilogum pelos odus obará e ejilaxeborá e representado material e imaterialmente no candomblé através do assentamento sagrado denominado ibá de Xangô. Pierre Verger dá, como resultado de suas pesquisas, que Xangô, como todos os outros imolês (orixás e eborás), pode ser descrito sob dois aspectos: histórico e divino.

## Origem

### Etimologia
"Xangô" é um termo procedente da língua iorubá.

### África
Como personagem histórico, Xangô teria sido o quarto alafim de Oió (rei). Ficou órfão de mãe muito cedo, não chegou a conhecer sua mãe, Torossi. Antes dele assumir o trono, o seu pai já havia sido o primeiro Rei. Logo depois veio o seu irmão, Dadá Ajacá, porém seu reinado foi mal sucedido. Após isso, o tutor de Xangô foi quem assumiu o trono, se tornando o terceiro Rei. Porém ele era um governante muito impiedoso, ruim, não gostava de crianças, era injusto e tinha péssimos planos para Oió. Por fim, o povo implorava para que ele fosse destronado ou que largasse esse posto, foi aí que Xangô tomou o trono e se tornou o quarto Rei. Todos comemoravam e pulavam de alegria. Xangô foi um Rei justíssimo, de caráter ímpar, tinha ótimos projetos para a sociedade, era muito elogiado por todos os cidadãos e, apesar de ser muito sério e carrancudo, ele era um ser muito bondoso. Xangô teve várias divindades como esposas, as mais conhecidas são: Oiá, Oxum e Obá.
Xangô é o orixá dos raios, trovões, grandes cargas elétricas e do fogo. É viril e atrevido, violento e justiceiro; castiga os mentirosos, os ladrões e os malfeitores. Por esse motivo, a morte pelo raio é considerada infamante. Da mesma forma, uma casa atingida por um raio é uma casa marcada pela cólera de Xangô.
- Sacerdote de Xangô - Mabá
- Sacerdotisa de Xangô - Iamabá
- Atabaque de Xangô - Ilubatá
- Toque favorito - Alujá
- Fruto favorito - orobô
- Bichos - Acuncô, Agutã, Ajapá
- Comida - Amalá

Ao se manifestar nos Candomblés, não deve faltar em sua vestimenta uma espécie de saieta, com cores variadas e fortes, que representam as vestes dos Eguns.

### Xangô criador de Culto a egungum
Xangô é o fundador do culto aos Eguns, somente ele tem o poder de controlá-los, como diz um trecho de um Itã:
| “ | Em um dia muito importante, em que os homens estavam prestando culto aos ancestrais, com Xangô a frente, as Iami-Ajé fizeram roupas iguais as de egungum, vestiram-na e tentaram assustar os homens que participavam do culto, todos correram mas Xangô não o fez, ficou e as enfrentou desafiando os supostos espíritos. As Iamis ficaram furiosas com Xangô e juraram vingança, em um certo momento em que Xangô estava distraído atendendo seus súditos, sua filha brincava alegremente, subiu em um pé de obi, e foi aí que as Iamis-Ajé atacaram, derrubaram a Adubaiani filha de Xangô que ele mais adorava. Xangô ficou desesperado, não conseguia mais governar seu reino que até então era muito próspero, foi até Orumilá, que lhe disse que Iami é quem havia matado sua filha, Xangô quis saber o que poderia fazer para ver sua filha só mais uma vez, e Orumilá lhe disse para fazer oferendas ao Orixá Icu (Oniborum), o guardião da entrada do mundo dos mortos, assim Xangô fez, seguindo a risca os preceitos de Orumilá. Xangô conseguiu rever sua filha e pegou para si o controle absoluto dos mistérios dos egunguns (ancestrais), estando agora sob domínio dos homens este culto e as vestimentas dos Eguns, e se tornando estritamente proibida a participação de mulheres neste culto, caso essa regra seja desrespeitada provocará a ira de Olorum. Xangô, Icu e dos próprios Eguns, este foi o preço que as mulheres tiveram que pagar pela maldade de suas ancestrais. | ” |

### Brasil
Xangô foi o quarto rei lendário de Oió, na Nigéria, tornado orixá de caráter muito justo, violento e vingativo, cuja manifestação são o fogo, os raios, os trovões. Filho de Oraniã e Torossi, teve várias esposas, sendo as mais conhecidas: Oiá, Oxum e Obá. Xangô é viril e justiceiro; castiga os mentirosos, os ladrões e os malfeitores. Sua ferramenta é o Oxê: machado de dois gumes.

Escultura em madeira: Orixá do Trovão da Nigéria. Obra executada por Lamidi Olonade Fakeye (1928–2009)

Orixá do fogo e dos trovões, Xangô foi um grande rei que unificou todo um povo. Foi ele quem criou o culto de egungum. Muitos orixás possuem relação com os egunguns mas ele é o único que, verdadeiramente, exerce poder sobre os mortos, egungum. Xangô é a roupa da morte, Axó Icu: por este motivo, não deve faltar nos ebós de Icu e Egum, o vermelho lhe pertencendo. Ao se manifestar nos candomblés, não deve faltar, em sua vestimenta, uma espécie de saieta de tiras chamada banté, com cores variadas e fortes, que representam as vestes dos eguns.
Xangô era forte, valente, destemido e justo. Era temido, e ao mesmo tempo adorado. Comportou-se em algumas vezes como tirano, devido a sua ânsia de poder, chegando até mesmo a destronar seu próprio irmão, para satisfazer seu desejo. Filho de Iamacê (Torossi) e de Oraniã, foi o regente mais poderoso do povo iorubá. Ele também tem uma ligação muito forte com as árvores e a natureza, vindo daí os objetos que ele mais aprecia, o pilão e a gamela; o pilão de Xangô deve ter duas bocas, que representam a livre passagem entre os mundos, sendo Xangô um ancestral (egungum). Da natureza, ele conseguiu profundos conhecimentos e poderes de feitiçaria, que somente eram usados quando necessário. Tem também uma forte ligação com Oxumarê, considerado por ele como seu fiel escudeiro.
Xangô costuma ser sincretizado com São Jerônimo, Santa Bárbara e São Miguel Arcanjo.

## As Qualidades de Xangô
As qualidades de Xangô são estas:
- Dadá - Dàda é o nome iorubá dado às crianças que nascem com os cabelos encaracolados e que geralmente são consagrados ao Òrìṣà Baáyànnì (irmão do Orixá Xangô). Quando se fala de Dàda como irmão de Xangô, está se falando de Dàda Àjàká, irmão de Tẹ̀là Òkò, que foi o 2º Aláàfin Ọ̀yọ́. Dàda Àjàká não é um Òrìṣà, uma Divindade, foi apenas um rei, um ancestral. Possui culto, mas não é consagração em pessoas. Diferente de Baáyànnì, que é irmão de Xangô (divindade) e também era a Divindade tutelar de Àjàká, por este ser Dàda (nascido com cabelos enrolados). Consagra-se pessoas para Baáyànnì e não para Dàda Àjàká. Que assim como Odùduwà, Ọ̀rànmíyàn e Aganjú em Ọ̀yọ́, cidade de origem dos mesmos, são considerados apenas reis míticos e “cultuados” por sua importância, mas não são considerados Òrìṣà que são consagrados em pessoas.

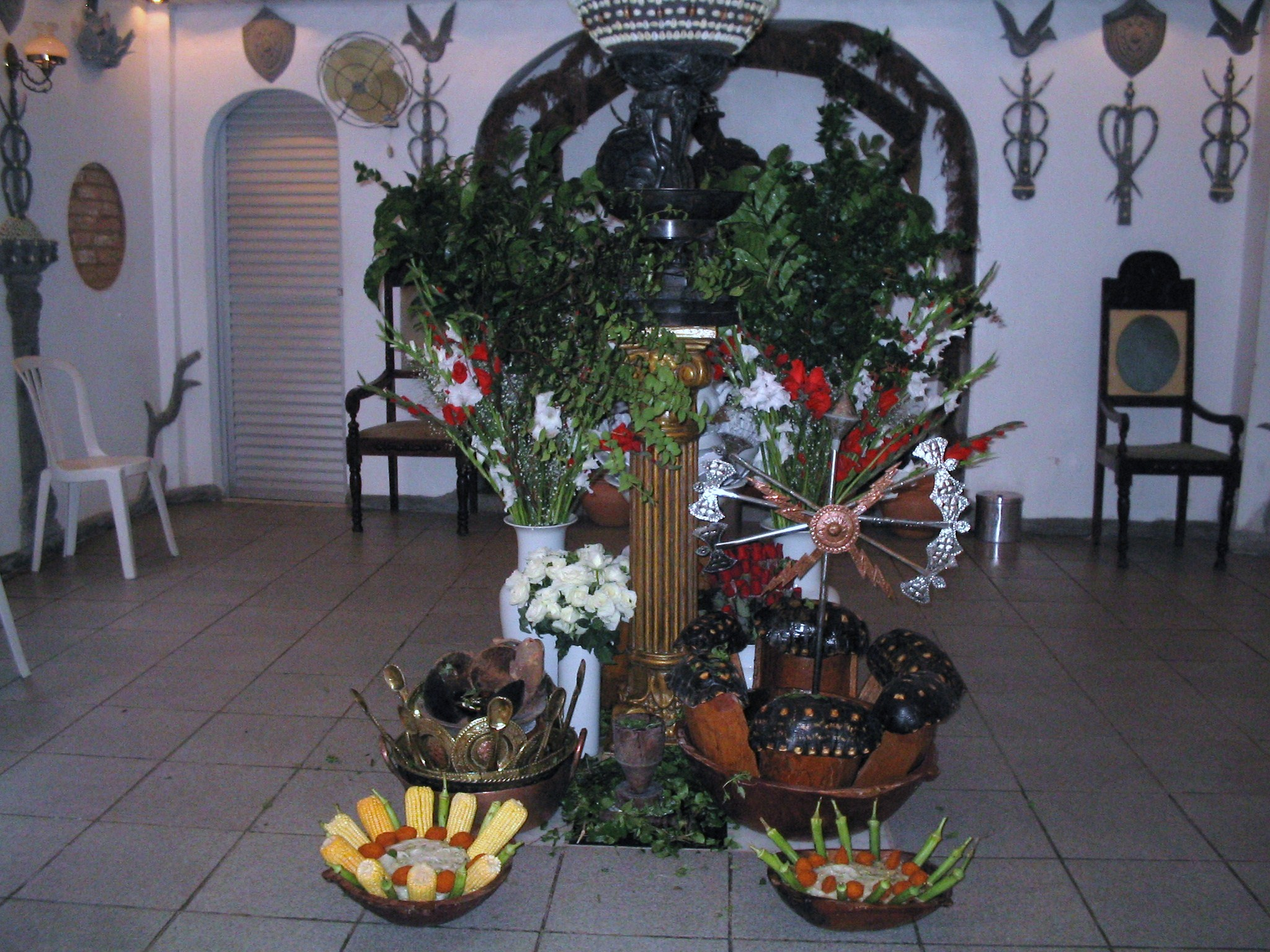
Assentamentos de Xangô e Obá no candomblé

- Assentamentos de Xangô e Obá no candombléAfonjá - Afonjá foi selecionado para ser Arê Oná Cacanfô, quer dizer líder do exército do império. Foi ele quem recebeu um talismã mágico dado por Oyá a mando de Obatalá. Xangô que está sempre em disputa com Ogum pelo amor de suas esposas, Obá, Oyá e Oxum. Come com iemanjá. Muito ligado às montanhas e é conhecido como chefe da terra pois era general do exército de Oyó. Se apartamenta com dois oxês e uma lança. Possui fundamentos com couro de leão , é aquele que foi coroado rei de Oyó.
- Obá Cossô - Título que Xangô recebe ao fundar a cidade de Cossô nos arredores de Oió, tornando-se seu Rei. Título dado também a Aganju, irmão gêmeo de Xangô quando de sua chegada em Oió foi aclamado como o Rei Não se Enforcou, Obá Cossô.
- Obá Lubê - Título de Xangô que faz referência a todo o seu poder e riqueza, pode ser traduzido como Senhor Abastado.
- Obá Irù ou Barù - Título dado a Xangô logo após chegar ao apogeu do império, quando cria o culto de egungum, é aclamado como a forma humana do Orixá primordial, Jacutá, sobre a terra. Senhor dos raios, tempestades, do Sol e do fogo em todas as suas formas. Ele acaba por destruir a capital do reino numa crise de cólera e depois, arrependido, se suicida, adentrando na terra.
- Obá Ajacá - Também intitulado Baiâni," O pai me escolheu ", que faz referência a ele por ser o filho mais velho de Oraniã, e ter por direito que assumir o trono, irmão mais velho de Xangô.
- Obá Aganju - Aganju representa tudo que é explosivo, que não tem controle, ele é a personificação dos Vulcões.
- Obá Ogodô - Muito velho, senhor do pilão . Muito feiticeiro , sábio e estrategista, é ligado a Iemanjá, e atua junto com Oxum. Tudo que Ogodô conquista é ao lado de Oxum. Entitulado rei da cachoeira, é ligado as águas e as montanhas. É extremamente rígido e requintado por estar sempre acompanhado pelas yagbás , é o dono do Machado duplo.
- INDUMENTÁRIA: Veste se de cores claras como o azul e o branco. Seus apartamentos são de madeira ou dourados , usa laço na frente e nas laterais , e seu adê pode conter uma franja de búzios .
- Obá Jacutá - Jacutá é a representação da justiça e da ira de Olorum. Xangô foi iniciado miticamente para este Orixá sendo considerado como a forma divina primordial do mesmo. Ele foi enviado em sua forma divina por Olorum para estabelecer a ordem e submeter Odudua e Oxalá aos planos da criação durante um momento de conflito entre as divindades. É o próprio Xangô.
- Oranian - Ọ̀rànmíyàn, filho de Odùduwà, pai de Dàda Àjàká, Tẹ̀là Òkò e Aganjú Ṣọlá, foi o primeiro Aláàfin Ọ̀yọ́, patriarca da dinastia Aláàfin, grande rei, ancestral de grande importância para o povo iorubá (de Ọ̀yọ́) e por isso cultuado como tal, mas não é um Òrìṣà que se consagra em pessoas, pelo menos em Ọ̀yọ́, cidade de origem do mesmo.
- Airá (Aira Intile, Aira Igbonan,  Aira Mofe) - Como já dito por Pierre Verger: “… Ao que parece, teriam vindo da região de Savé…”. E confirmado por outros autores iorubás, na verdade Airá cultuado no Brasil seria a Divindade Àrá, Divindade dos raios e trovões, cultuado em Ṣábẹ́. E grande confusão existe em relação a Airá/Ayra (cultuado no Brasil), que acredita-se que seja a Divindade Àrá de Ṣábẹ́, com Àrìrà, título de Xangô, encontrado em alguns de seus oríkì.10º “Intile” seria segundo alguns, o antigo nome de Ìtàsá, cidade qual Àrá era patrono.
- Adjaosi

## Elementos do culto
- Saudação: Kawó-Kabiesilé (saudação é a forma com que os orixás são reverenciados) que significa: Saudações ao Rei! ou Salve o Rei!
- Cores: Vermelho e Branco ou Vermelho e Marrom ou Marrom e Preto ou Marrom e Branco ou somente Marrom ou vermelho. As cores representam os Orixás, e podem variar segundo a linha religiosa;
- Dia da semana: quarta-feira;
- Elementos: fogo, vulcões, tempestades, Sol, trovões, terremotos, raios, criador do Culto de egungum, senhor dos mortos, desertos e das formações rochosas;
- Elemento Livro: os livros representam Xangô porque este orixá está ligado as questões da razão, do conhecimento e do intelecto. Bem como a justiça e o direito;
- Ferramenta: Oxê, machado duplo de duas lâminas laterais feito e esculpido em madeira ou metal;
- Pedra: Edun Ara, formações rochosas de diferentes tamanhos que se criam ao trovão atingir o solo.
- Domínios: Justiça, poder estatal, questões jurídicas, pedreiras;
- Oferendas: Amalá, cágado, carneiro e algumas vezes cabrito. Tem preferência por Orobô, mas não recusa Obi, como muitos imaginam;
- Dança: Alujá, a roda de Xangô. São vários toques que falam de suas conquistas, seus feitos, suas mulheres, seu poder e seu domínio como orixá.
- Animais associados a Xangô: Cágado, Falcão, Águia, Carneiro e Leão.

## Cuba
Xangô (Changó) é uma das deidades da religião iorubá. Na santería, sincretiza com Santo Antônio.
Resumo
Xangô é um dos mais populares orixás do panteão iorubá. É considerado orixá dos trovões, dos raios, da justiça, da virilidade, da dança e do fogo. Foi, em seu tempo, um rei tirano, guerreiro e bruxo, que, por equívoco, destruiu sua casa e a sua esposa e filhos e logo se converteu em orixá.
Orixá da justiça, da dança, da força viril, dos trovões, dos raios e do fogo, dono dos  tambores Batá, Wemileres, Ilú Batá o Bembés, da festa e da música; representa a necessidade e a alegria de viver, a intensidade da vida, a beleza masculina, a paixão, a inteligência e as riquezas.
O orixá
Xangô é chamado Jacutá (o lançador de pedras) e Obacossô (rei de Cossô). Foi o quarto rei de Oió e também o primeiro awó, trocou o axé da adivinhação com Orumilá pelo da dança, é dono também dos tambores Batá, Wemileres, Ilú Batá o Bembés.
Família
Foi esposo de Obá, Oiá e Oxum. Foi filho de Obatalá e Agaiu Solá, mas em outros caminhos se registra como de Obatalá Ibaíbo e Iembô ou de Obatalá e Odudua, mas em todos os caminhos considera-se criado por Iemanjá e Dadá. Irmão do último, Ogum, Oxum, Eleguá e Oxóssi
Oferendas
As oferendas a Xangô incluem amalá, feito a base de farinha de milho, leite e quimbombó (quiabo), bananas-verdes, banana-índio, otí (água ardente), vinho tinto, milho tostado, cevada, alpiste, etc. Imola-se carneiros, galos, codornas, tartarugas, galinha-de-guiné, pombas, etc
Pataqui (Itã) de Xangô
Furioso com os seus descendentes ao saber que Ogum havia querido ter relações com sua própria mãe, Obatalá ordenou executar a todos os varões. Quando nasceu Xangô, Eleguá (seu irmão) levou-o escondido para sua irmã mais velha, Dadá, para que o criasse. Em pouco tempo, nasceu Orumilá, o outro irmão. Eleguá, também temeroso da ira de Obatalá, o enterrou ao pé de uma árvore e lhe levava comida todos os dias. O tempo passou e, um belo dia, Obatalá caiu enfermo. Eleguá buscou rápido a Xangô para que o curasse. Logo que o grande médico Xangô curou seu pai, Eleguá aproveitou a ocasião para implorar de Obatalá o perdão de Orumilá. Obatalá cedeu e concedeu o perdão. Xangô, cheio de alegria, cortou a árvore e, dela, entalhou um belo tabuleiro e junto com ele, deu, a seu irmão Orumilá, o dom da adivinhação. Desde então, Orumilá diz: "Maferefum (benção) Eleguá, maferefum Xangô, Elebará." Também pela mesma razão a equelê (moeda usada na Guiné Equatorial) de Orumilá leva, na soldadura, um fragmento do colar de Xangô (branco e vermelho) por uma ponta. Desde então, Orumilá é o adivinhador do futuro como intérprete do oráculo de Ifá, dono do tabuleiro e conselheiro dos homens.